# Sacajawea State Park
Der Sacajawea State Park ist ein Naherholungsgebiet sowie ein historisches Schutzgebiet in der Stadt Pasco im US-Bundesstaat Washington, welches 267 Acres (108 ha) an der Mündung des Snake River in den Columbia River bedeckt; in dieser Gegend rasteten am 16. Oktober 1805 die Teilnehmer der Lewis-und-Clark-Expedition. Der Name des State Park stammt von der Shoshonen-Frau Sacagawea, eines aktiven Expeditionsmitglieds und Ehefrau von Toussaint Charbonneau, einem franko-kanadischen Dolmetscher und Forscher. Das Sacajawea Interpretive Center beherbergt eine Ausstellung über Sacagawea und die Lewis-und-Clark-Expedition.

## Geschichte
Der Park war ursprünglich eine Ein-Acre-Parzelle (ca. 1/4 Hektar), die 1927 gespendet und von den Mitgliedern des Ortsverbands Pasco der Daughters of the Pioneers of Washington unterhalten wurde, um den Lagerort der Lewis-und-Clark-Expedition zu bewahren. Die Grundstücke wurden 1931 zum State Park erklärt; 1938 wurden das Museum und drei weitere Gebäude von den Arbeitern der WPA errichtet.

## Tourismus
Im Park gibt es Einrichtungen zum Picknicken, Wandern, Bootfahren, Angeln und Schwimmen. Er ist der Ausgangspunkt des Sacagawea Heritage Trail, eines befestigten Radweges, der die Gemeinden des Gebietes der Tri-Cities miteinander verbindet. Der einzige Campingplatz des Parks ist für Paddler, die den Northwest Discovery Water Trail benutzen, reserviert.